# Campionati europei juniores di skeleton 2018
I Campionati europei juniores di skeleton 2018, prima edizione della manifestazione organizzata dalla Federazione Internazionale di Bob e Skeleton, hanno assegnato i titoli e le medaglie europee juniores nelle discipline del singolo femminile e maschile alle atlete e agli atleti che non avevano superato i 23 anni di età al 31 marzo 2018.
In questa prima edizione il titolo, le medaglie e i relativi piazzamenti vennero assegnati tenendo conto della classifica finale della Coppa Europa 2017/2018, iniziata l'11 novembre 2017 a Lillehammer e terminata il 19 gennaio 2018 a Innsbruck dopo 8 tappe.

## Risultati

### Singolo donne
| Pos. | Piloti              | Nazione | Punti |
| ---- | ------------------- | ------- | ----- |
|      | Alina Tararyčenkova | Russia  | 389   |
|      | Marija Surovceva    | Russia  | 312   |
|      | Agathe Bessard      | Francia | 293   |

### Singolo  uomini
| Pos. | Piloti              | Nazione  | Punti |
| ---- | ------------------- | -------- | ----- |
|      | Krists Netlaus      | Lettonia | 451   |
|      | Konstantin Choroško | Russia   | 367   |
|      | Artem Drozdov       | Russia   | 360   |

## Medagliere
| Posizione | Nazione  | Oro | Argento | Bronzo | Totale |
| --------- | -------- | --- | ------- | ------ | ------ |
| 1         | Russia   | 1   | 2       | 1      | 4      |
| 2         | Lettonia | 1   | 0       | 0      | 1      |
| 3         | Francia  | 0   | 0       | 1      | 1      |
| Totale    | Totale   | 2   | 2       | 2      | 6      |